# 栃木県立岡本特別支援学校
栃木県立岡本特別支援学校（とちぎけんりつ おかもととくべつしえんがっこう）は、栃木県宇都宮市にある公立の特別支援学校である。病弱児や療養児を教育対象としている。

## 概要
小学部と中学部では、喘息、糖尿病、心臓病などの慢性疾患で原則6ヶ月以上の長期の治療や療養を必要とする児童生徒を教育対象としており、原則として国立病院機構宇都宮病院に入院し、病棟から学校へ通うか教師が病棟へ出向きベッドサイド授業を受けるが、稀に自宅からの保護者送迎による通学も認められている。病弱児童教育のため年度途中での転入や治療終了で退院に伴う転出も多い。
高等部は病弱児を対象としており、1･2年生は普通科高校に準じたものとし、3年では進学就職など生徒の進路選択に対応し文系、理系、文理系（簿記などの商業科目）の三コース制としている。
病棟入院者の保護者との連絡、医師や看護師との連携、病棟との話し合いを重視している。

## 分教室
おおるり分教室
自治医科大学とちぎ子ども医療センターに入院している小学生および中学生が対象で、同センター内に設置している。長期入院が見込まれ学習意欲がある場合に転入し、治療が完了し退院した場合は元の学校に戻ることになる。
やしお学級
宇都宮病院の重症心身障害病棟にいる児童生徒を対象とした院内学級

## 沿革
出典
- 1960年（昭和35年）5月15日 -  国立栃木療養所（現・国立病院機構宇都宮病院）内にとちのき教室設置(河内村立岡本小学校・古里中学校分教室)
- 1979年（昭和54年）4月20日 - 分教室を県に移管し栃木県立野沢養護学校分教室となる
- 1986年（昭和56年）
  - 1月1日 - 栃木県立岡本養護学校設立
  - 4月1日 - 開校（小学部・中学部・院内学級・訪問教育学級）
- 1991年（平成3年） - 校舎新築[6]
- 1998年（平成10年）4月1日 - 高等部慢性疾患学級設置
- 2002年（平成14年）4月1日 - 高等部重複障害学級と早期教育相談室「とちのき教室」設置
- 2006年（平成18年）
  - 4月1日 - 自治医科大学附属病院内分教室「おおるり分教室」を開設
  - 9月19日 - 自治医科大学とちぎ子ども医療センター開設に伴いおおるり分教室を移転
- 2008年（平成20年）4月1日 - 栃木県立岡本特別支援学校に校名変更